# Lasioglossum spinodorsum
Lasioglossum spinodorsum là một loài Hymenoptera trong họ Halictidae. Loài này được Fan & Wu mô tả khoa học năm 1991.